# Altshausen
Altshausen è un comune tedesco di 4 083 abitanti situato nel land del Baden-Württemberg.